# Septosperma anomala
Septosperma anomala är en svampart som först beskrevs av Couch, och fick sitt nu gällande namn av Whiffen ex R.L. Seym. 1971. Septosperma anomala ingår i släktet Septosperma och familjen Chytridiaceae.   Inga underarter finns listade i Catalogue of Life.